# Secret World (Live in Paris 2005)
Secret World (Live in Paris 2005) è il primo album live dei Tears for Fears distribuito nel 2006.

## Tracce

### CD
1. Secret World (Roland Orzabal) - 4:54
2. Call Me Mellow (Orzabal, Charlton Pettus, Curt Smith) - 3:45
3. Sowing the Seeds of Love (Orzabal, Smith) - 6:51
4. Pale Shelter (Orzabal) - 4:43
5. Closest Thing to Heaven (Orzabal, Pettus, Smith) - 4:08
6. Mad World (Orzabal) - 5:14
7. Everybody Wants to Rule the World (Chris Hughes, Orzabal, Ian Stanley) - 4:27
8. Head over Heels (Orzabal, Smith) - 4:12
9. Shout (Orzabal, Stanley) - 6:32
10. Secret World (radio edit) - (Orzabal) - 3:37 (traccia bonus, inedito)
11. Floating Down the River - (Orzabal) - 3:56 (traccia bonus, inedito)
12. What Are We Fighting For (Pettus, Smith) - 4:46 (traccia bonus, dall'album di Curt Smith Mayfield)

### DVD
1. Secret World (Orzabal)
2. Call Me Mellow (Orzabal, Pettus, Smith)
3. Sowing the Seeds of Love (Orzabal, Smith)
4. Pale Shelter (Orzabal, Smith)
5. Closest Thing to Heaven (Orzabal, Pettus, Smith)
6. Mad World (Orzabal)
7. Everybody Wants to Rule the World (Hughes, Orzabal, Stanley)
8. Head over Heels (Orzabal, Smith)
9. Shout (Orzabal, Stanley)